# Moloko
Moloko war ein 1993 in Sheffield gegründetes britisch-irisches Duo der elektronischen Tanzmusik, bestehend aus der irischen Sängerin Róisín Murphy und dem britischen Produzenten Mark Brydon. Der Bandname ist eine Anspielung auf Nadsat aus dem Roman A Clockwork Orange von Anthony Burgess, in dem die Protagonisten in einer Bar „Moloko“ trinken (russisch für Milch, молоко).

## Bandgeschichte
Róisín Murphy hatte, bevor sie Mark Brydon kennenlernte, noch keine Erfahrung als Sängerin und, laut eigener Aussage, dies auch nicht als Beruf geplant. Brydon hat sich zu diesem Zeitpunkt schon einen Namen als Mitglied der britischen Industrial-Funk-Band Chakk sowie der 1980er House-Acts Cloud 9 und Krush gemacht und remixte so unterschiedliche Bands wie Eric B. & Rakim und Psychic TV. Beide trafen sich auf einer Party in Sheffield, wo Murphy Brydon mit der Frage „Do you like my tight sweater?“ („Gefällt dir mein enger Pulli?“) ansprach, was später der Titel des Moloko-Debütalbums werden sollte. Nach jener Party wurde aus den beiden musikalisch wie auch privat ein Paar.
Das genannte Debüt-Album erschien 1995. Die Single Fun for Me, die auf dem Batman & Robin-Soundtrack zu finden ist, schaffte es erstmals in die Charts. Ihre Mischung aus Funk und Dance war zeitgemäß.
1998 erschien mit I Am Not a Doctor das zweite Album. Mit einem von Boris Dlugosch und Michi Lange abgemischten Remix der Single Sing It Back, der im Sommer 1999 erschien, landeten Moloko ihre bis dahin erfolgreichste Auskopplung. Noch auf deren Erfolgswelle veröffentlichten Moloko im April 2000 ihr drittes Studioalbum Things to Make and Do, von dem unter anderen die international erfolgreiche Single The Time Is Now stammt. Murphy schilderte später, dass der clubtaugliche House-Mix von Sing It Back trotz des Erfolgs der Anfang vom Ende der Band gewesen sei, denn Brydon habe den Song als Ballade produziert und sei mit der neuen Version unglücklich gewesen, während Murphy sie gut fand.
Moloko legten erstmals eine längere Pause ein, bevor sie mit der Arbeit am nächsten Studioalbum begannen. In der Zwischenzeit erschien 2001 All Back to the Mine ein Doppelalbum mit alten und neuen Moloko-Remixen namhafter DJs (u. a. von Mousse T., Matthew Herbert und Ashley Beedle).
Vor den Aufnahmen zum vierten Studioalbum Statues, das 2003 erschien, beendeten Murphy und Brydon ihre Liebesbeziehung und gingen privat fortan getrennte Wege. Als Moloko arbeiteten sie jedoch weiterhin zusammen und tourten nach der Veröffentlichung von Statues 18 Monate lang fast ununterbrochen in Europa und Australien. Live wie im Studio hatte sich seit Things to Make and Do in der Zwischenzeit aus dem reinen Brydon/Murphy-Projekt Moloko eine echte Band entwickelt, die in fester Besetzung zusammen spielte. Besonders Keyboarder Eddie Stevens prägte den Klang der Band wesentlich mit. Statues war in den deutschen Album-Charts erfolgreicher als seine drei Vorgänger und erreichte Platz zwölf.
Vom letzten britischen Konzert der Statues-Tour am 22. November 2003 in der Londoner Brixton Academy erschien Mitte 2004 die Live-DVD 11.000 Clicks. Regie führte Dick Carruthers, der zuvor bereits für Led Zeppelin, The Who, Oasis und Portishead gearbeitet hatte.
Murphy brachte 2005 mit Ruby Blue ihr erstes Soloalbum auf den Markt, dem weitere folgten. Brydon widmete sich kleineren Projekten. Im Dezember 2011 kam es zu einem erneuten Kontakt zwischen den beiden, wobei der im Internet veröffentlichte Deep-House-Titel Simulation aufgenommen wurde.

## Auszeichnungen
- 2003
  - TMF Awards: „Best International Live Act“
- 2004
  - Edison Music Awards 2004: „The Best Dance Album (Statues)“

## Diskografie

### Studioalben
| Jahr | Titel                         | Höchstplatzierung, Gesamtwochen, AuszeichnungChartplatzierungen (Jahr, Titel, Platzierungen, Wochen, Auszeichnungen, Anmerkungen) | Höchstplatzierung, Gesamtwochen, AuszeichnungChartplatzierungen (Jahr, Titel, Platzierungen, Wochen, Auszeichnungen, Anmerkungen) | Höchstplatzierung, Gesamtwochen, AuszeichnungChartplatzierungen (Jahr, Titel, Platzierungen, Wochen, Auszeichnungen, Anmerkungen) | Höchstplatzierung, Gesamtwochen, AuszeichnungChartplatzierungen (Jahr, Titel, Platzierungen, Wochen, Auszeichnungen, Anmerkungen) | Anmerkungen                            |
| Jahr | Titel                         | DE | AT | CH | UK | Anmerkungen                            |
| ---- | ----------------------------- | --- | --- | --- | --- | -------------------------------------- |
| 1995 | Do You Like My Tight Sweater? | — | — | — | UK92 Silber · (1 Wo.)UK | Erstveröffentlichung: 20. Oktober 1995 |
| 1998 | I Am Not a Doctor             | DE91 (1 Wo.)DE | AT30 (2 Wo.)AT | CH45 (2 Wo.)CH | UK64 (1 Wo.)UK | Erstveröffentlichung: 24. August 1998  |
| 2000 | Things to Make and Do         | DE14 (22 Wo.)DE | AT21 (11 Wo.)AT | CH25 (21 Wo.)CH | UK3 Platin · (29 Wo.)UK | Erstveröffentlichung: 10. April 2000   |
| 2003 | Statues                       | DE12 (12 Wo.)DE | AT19 (9 Wo.)AT | CH26 (8 Wo.)CH | UK18 Silber · (7 Wo.)UK | Erstveröffentlichung: 3. März 2003     |

### Kompilationen
| Jahr | Titel     | Höchstplatzierung, Gesamtwochen, AuszeichnungChartplatzierungen (Jahr, Titel, Platzierungen, Wochen, Auszeichnungen, Anmerkungen) | Höchstplatzierung, Gesamtwochen, AuszeichnungChartplatzierungen (Jahr, Titel, Platzierungen, Wochen, Auszeichnungen, Anmerkungen) | Höchstplatzierung, Gesamtwochen, AuszeichnungChartplatzierungen (Jahr, Titel, Platzierungen, Wochen, Auszeichnungen, Anmerkungen) | Höchstplatzierung, Gesamtwochen, AuszeichnungChartplatzierungen (Jahr, Titel, Platzierungen, Wochen, Auszeichnungen, Anmerkungen) | Anmerkungen                         |
| Jahr | Titel     | DE | AT | CH | UK | Anmerkungen                         |
| ---- | --------- | --- | --- | --- | --- | ----------------------------------- |
| 2006 | Catalogue | DE98 (1 Wo.)DE | — | — | UK82 (1 Wo.)UK | Erstveröffentlichung: 17. Juli 2006 |

Weitere Kompilationen
- 2001: All Back to the Mine
- 2005: The Music of Moloko 1995–2005 (Promo)
- 2016: All Back to the Mine: Volume I – A Collection of Remixes (34 mp3-Files)
- 2016: All Back to the Mine: Volume II – A Collection of Remixes (34 mp3-Files)

### Singles
| Jahr | Titel Album                                | Höchstplatzierung, Gesamtwochen, AuszeichnungChartplatzierungen (Jahr, Titel, Album, Platzierungen, Wochen, Auszeichnungen, Anmerkungen) | Höchstplatzierung, Gesamtwochen, AuszeichnungChartplatzierungen (Jahr, Titel, Album, Platzierungen, Wochen, Auszeichnungen, Anmerkungen) | Höchstplatzierung, Gesamtwochen, AuszeichnungChartplatzierungen (Jahr, Titel, Album, Platzierungen, Wochen, Auszeichnungen, Anmerkungen) | Höchstplatzierung, Gesamtwochen, AuszeichnungChartplatzierungen (Jahr, Titel, Album, Platzierungen, Wochen, Auszeichnungen, Anmerkungen) | Anmerkungen                            |
| Jahr | Titel Album                                | DE | AT | CH | UK | Anmerkungen                            |
| ---- | ------------------------------------------ | --- | --- | --- | --- | -------------------------------------- |
| 1996 | Dominoid Do You Like My Tight Sweater?     | — | — | — | UK65 (1 Wo.)UK | Erstveröffentlichung: Februar 1996     |
| 1996 | Fun for Me Do You Like My Tight Sweater?   | — | — | — | UK36 (2 Wo.)UK | Erstveröffentlichung: Mai 1996         |
| 1998 | The Flipside I Am Not a Doctor             | — | — | — | UK53 (2 Wo.)UK | Erstveröffentlichung: Juni 1998        |
| 1999 | Sing It Back I Am Not a Doctor             | DE47 (9 Wo.)DE | — | CH18 (17 Wo.)CH | UK4 Platin · (13 Wo.)UK | Erstveröffentlichung: 15. März 1999    |
| 2000 | The Time Is Now Things to Make and Do      | DE49 (9 Wo.)DE | — | CH41 (14 Wo.)CH | UK2 Gold · (13 Wo.)UK | Erstveröffentlichung: 20. März 2000    |
| 2000 | Pure Pleasure Seeker Things to Make and Do | — | — | — | UK21 (8 Wo.)UK | Erstveröffentlichung: Juli 2000        |
| 2000 | Indigo Things to Make and Do               | — | — | — | UK51 (2 Wo.)UK | Erstveröffentlichung: November 2000    |
| 2003 | Familiar Feeling Statues                   | DE72 (5 Wo.)DE | AT59 (4 Wo.)AT | CH84 (1 Wo.)CH | UK10 (7 Wo.)UK | Erstveröffentlichung: 17. Februar 2003 |
| 2003 | Forever More Statues                       | DE96 (1 Wo.)DE | — | — | UK17 (4 Wo.)UK | Erstveröffentlichung: 23. Juni 2003    |
| 2003 | Cannot Contain This Statues                | — | — | — | UK97 (1 Wo.)UK | Erstveröffentlichung: Dezember 2003    |

Weitere Singles
- 1995: Moloko EP
- 1995: Where Is the What If the What Is in Why?
- 1996: Day for Night
- 2001: Knee Deepen / Day for Night (12inch-Promo)
- 2001: Untitled (Mystery vs. Moloko; 12inch-Promo)
- 2005: A Style Suite (Farolfi & Gambafreaks vs. Moloko)

### Videoalben
- 2004: 11,000 Clicks